# Atractus edioi
Atractus edioi là một loài rắn trong họ Colubridae. Loài này được Silva, Rodrigues Silva, Ribeiro, Souza & Do Amaral Souza mô tả khoa học đầu tiên năm 2005.